# Rettungsgasse
Ne doit pas être confondu avec Corridor de sécurité.
Couloir de sécurité

Description schématique du principe de la Rettungsgasse.

La Rettungsgasse (terme allemand, « voie d'urgence » en français ou  « couloir de secours » en Belgique) est une voie mise en place sur des chaussées à voies multiples (comme sur les autoroutes) en cas de ralentissements et d'accidents dans certains pays du centre et de l'Est de l'Europe, comme l'Allemagne.

## Fonctionnement
Dès l'apparition d'un fort ralentissement sur autoroute et chaussées à plusieurs voies (voies rapides), les automobilistes créent une voie entre les deux files les plus à gauche afin que les véhicules de secours et de dépannage puissent passer sans être bloqués eux-mêmes par le bouchon routier. Cette voie d'urgence doit se faire dès le début d'un fort ralentissement et sans attendre l'arrivée des premiers véhicules de secours. 
Ce comportement est obligatoire en Allemagne, en République tchèque, en Autriche, au Luxembourg et en Hongrie ; il est optionnel en Suisse et en Slovénie. La bande d'arrêt d'urgence (à droite des files de circulation) n'est quant à elle pas utilisée par les secours, contrairement à la France.
Dans le cas de l'Allemagne et de l'Autriche, peu importe le nombre de voies disponibles : les automobilistes de la file de gauche serrent le plus à gauche possible, tous les autres serrent le plus à droite possible (en empiétant sur la bande d'arrêt d'urgence).
En République tchèque le principe est différent : la deuxième voie la plus à droite est à tenir libre
Un non-respect de la « Rettungsgasse » en Allemagne est passible, au 1er août 2018, d'une amende comprise entre 200 et 320 euros.

## En Europe
En Europe, neuf pays connaissent un système similaire : Autriche, République tchèque, Allemagne, Hongrie, Luxembourg, Pologne, Slovénie, et Suisse ; la Belgique est le neuvième depuis octobre 2020.

## Galerie

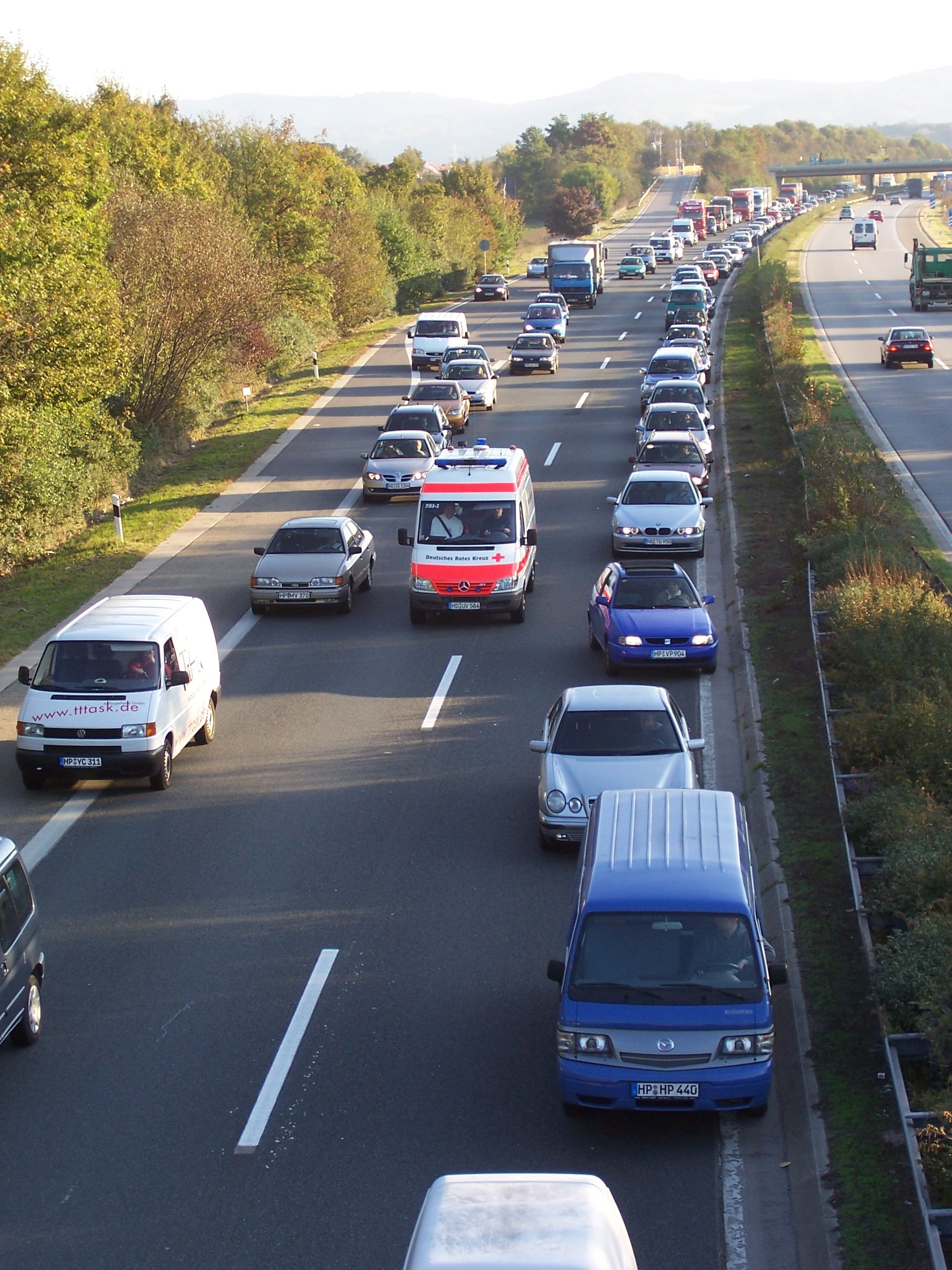
Un véhicule d'urgence sur la Rettungsgasse créée sur l'autoroute allemande 659.
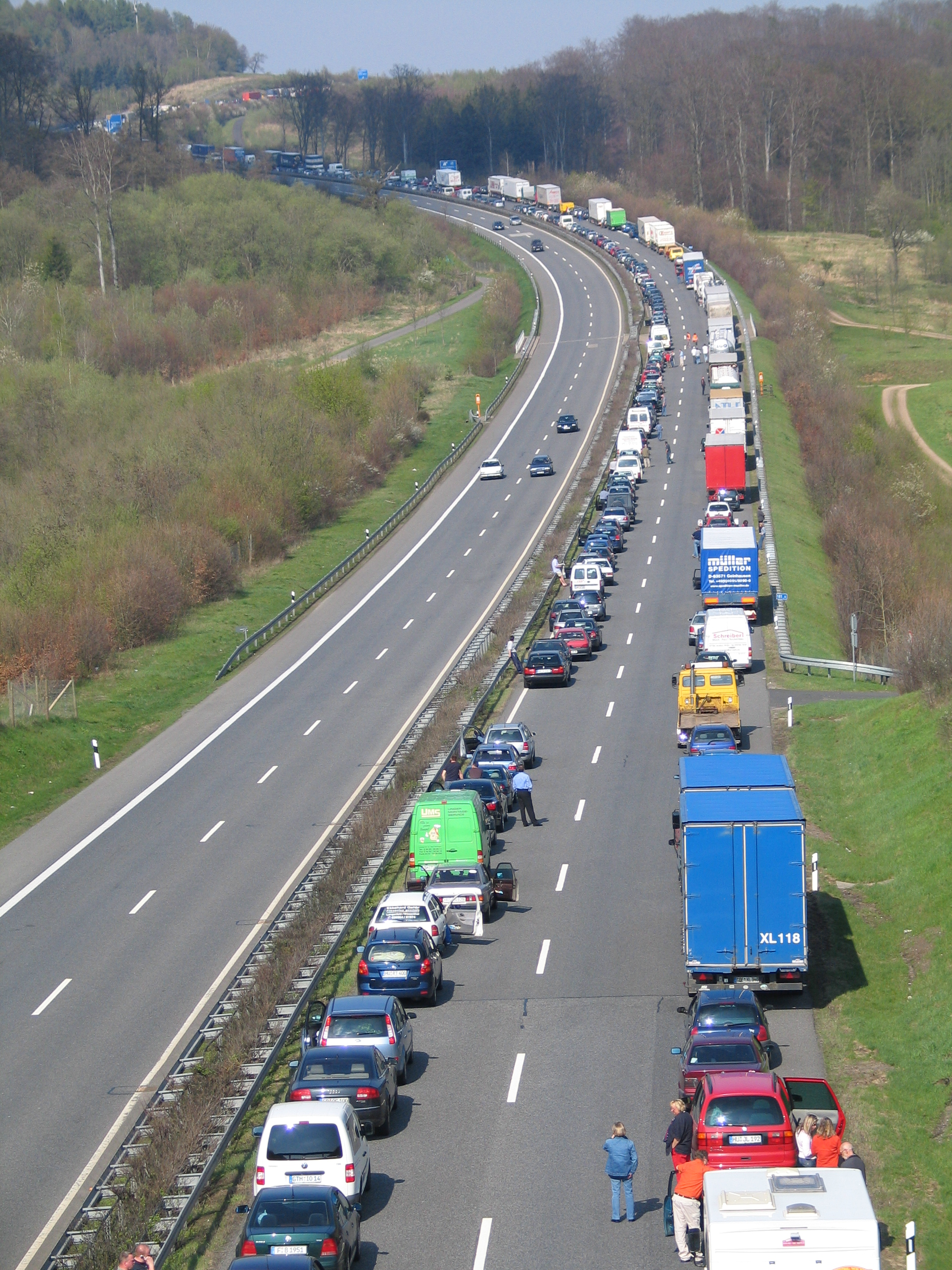
Voie d'urgence dans un bouchon de l'autoroute allemande 66.